# Substância irritante
Substâncias irritantes são as substâncias químicas perigosas que também causam irritação em seres vivos, destacadamente, pelas questões de manipulação em diversas profissões e atividades, nos seres humanos, quando entram em contato com a pele, mucosas e olhos. Isto pode conduzir a inflamação das áreas afetadas. Elas são classificados como irritantes. Os rótulos e etiquetas em embalagens de substâncias irritantes contém a sigla Xi, onde "i" vem de “irritating" (pelo uso praticamente universal do inglês, irritante).
O teste de irritação da pele padronizada foi realizado de acordo com o regulamento REACH (destacado do ChemPrüfV ), em testes com animais, especificamente coelhos, tendo o pelo raspado nas costas e a substância sendo aplicada. Se a substância é irritante para a pele, causa inflamação dolorosa. Enquanto isso os procedimentos de substituição são oficialmente prescritos com culturas de células humanas. A diferença para as substâncias corrosivas é que o dano é reversível.

## Classificação de acordo com CLP / GHS

Símbolo "ponto de exclamação", para rotulagem de substâncias irritante.

De acordo com a classificação CLP substâncias e misturas com características de irritantes são classificadas em duas categorias: 
- Corrosivos / irritantes para a pele Categoria 2: irritante para a pele
- Grave dano ocular / irritação ocular Categoria 2: irritante para os olhos

A Categoria de sério dano ocular / irritação ocular Categoria 1: efeito irreversível nos olhos deve ser marcada com o símbolo "corrosivo" sob as normas CLP / GHS.

## Classificadas pela legislação de mercadorias perigosas
A legislação de mercadorias perigosas não abarca os critérios para as substâncias classificadas como irritantes.

## Classificação de acordo com diretiva de substâncias obsoleta naUE
Posteriormente, substâncias e misturas irritantes eram classificadas na  UE na em diretiva abandonada, caso preenchessem os seguintes critérios:
- R36 – Irritante para os olhos: Dentro de 72 horas após a exposição ocorrem lesões oculares significativas, que permanecem 24 horas ou mais. Danos significativos para os olhos
  - Opacidade da córnea
  - Uveíte e/ou irite
  - Vermelhidão da conjuntiva
  - Inchaço da conjuntiva
- R38 – Irritante para a pele: ocorrer inflamação na exploração depois de um tempo de exposição de até 4 horas, por pelo menos 24 horas.
- R41 – Irritante para os olhos, semelhante ao R36. O dano ao olho é massivo e também irreversível.